# 羅日努夫湖

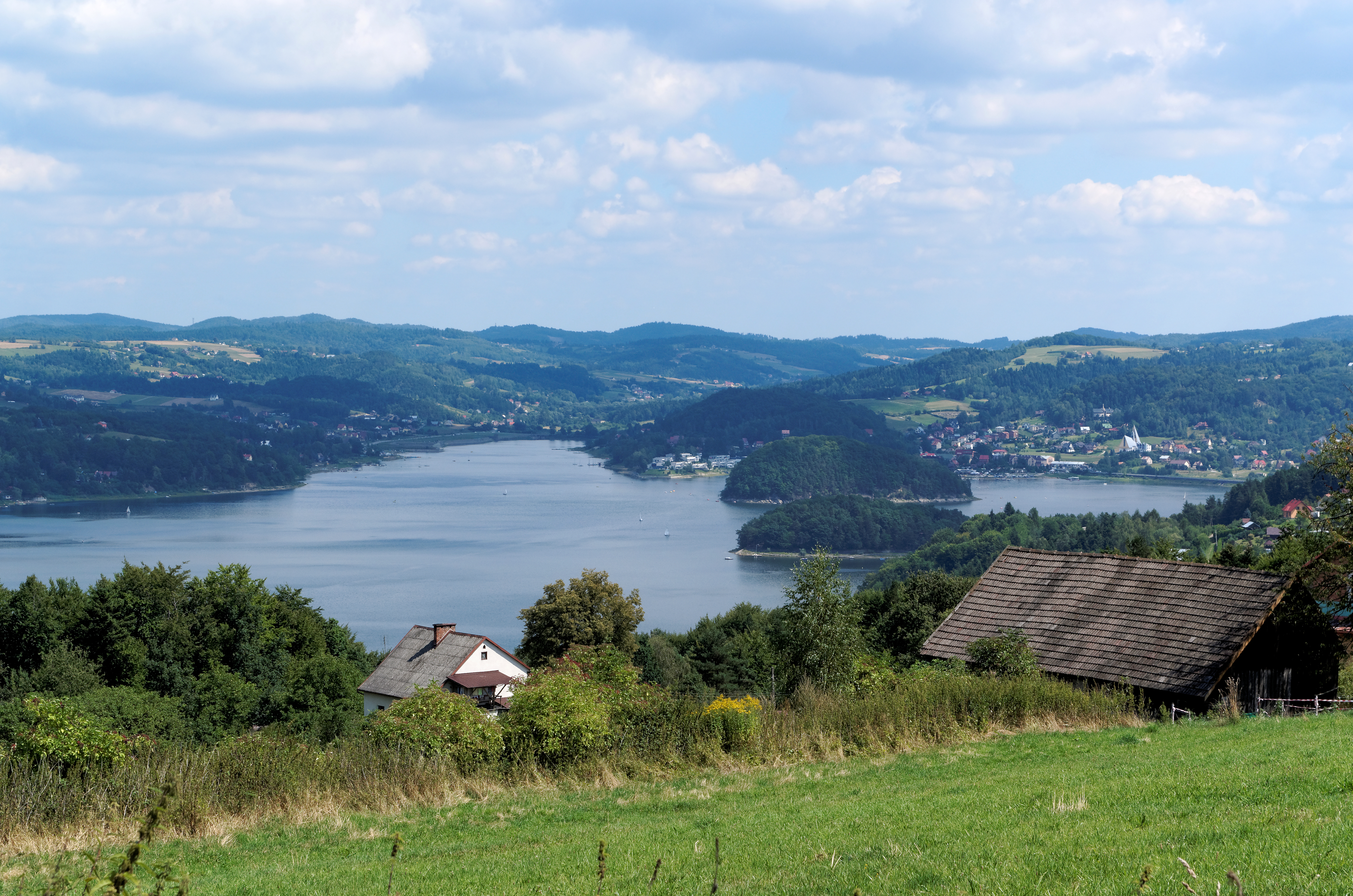

49°43′56″N 20°42′52″E / 49.73222°N 20.71444°E
羅日努夫湖（波蘭語：Jezioro Rożnowskie）是波蘭的人工湖泊，位於該國東南部小波蘭省，處於杜納耶茨河，落成於1941年，長20公里、寬2公里，面積20平方公里，最大水深30米，蓄水量1.9億立方米。